# 라듐 걸스
라듐 걸스(영어: Radium Girls)는 1917년을 전후하여 미국의 뉴저지주에 위치한 미국 라듐 회사의 라듐 제품 제조 공장에서 시계 야광판을 색칠하던 중에 피폭당한 여성 노동자들을 말한다. 이들의 죽음은 미국 기업 내에서의 노동 환경을 개선하려는 논의를 일으켰고, 동시에 라듐을 비롯한 방사성 물질의 위험성을 알리는 계기가 되었다.

## 개요
20세기 초에서 폴란드 태생의 프랑스 물리학자인 마리 퀴리가 자신의 남편이자 프랑스의 물리학자인 피에르 퀴리와의 공동 연구를 통해 악티늄족 원소인 라듐을 발견하는 데 성공하고, 그 공로로 퀴리 부부가 함께 1903년에 노벨 물리학상의 공동 수상자가 되면서 라듐에 대한 세간의 관심이 늘어났다. 이에 따라 라듐을 이용한 제품이 속속들이 제작되기 시작했다. 이 와중에 뒷날 '라듐 걸스'라는 이름으로 알려지게 된 미국의 여성 노동자들은 본래 라듐을 붓을 이용해 시계에 덧칠해서 형광 효과를 내는 작업에 종사하던 사람들이었다. 이들은 붓끝을 뾰족하게 만들기 위해 입으로 붓을 모으는 작업을 진행했는데, 그 과정에 치사량에 이르는 라듐을 섭취하게 되었다. 또한 그 과정에서 손톱이나 치아에 야광물질이 묻으면서 지속적인 피폭이 일어났다. 결국, 작업하던 여성들 대부분이 재생 불량성 빈혈과 골절, 턱의 괴사 등의 증세를 나타냈다. 이후 5명의 노동자가 자신의 권리를 주장하며 회사측에 대책을 요구했으나, 회사 측은 노동자들이 라듐에 의한 피해를 입고 있다는 주장에 대해 부인하며, 관련 연구자들의 연구자료를 공개하지 않았다. 그러나 결국 회사 측이 소송에서 패하면서, 라듐 공장의 노동자들은 상당한 보상을 받게 되었다.

## 사고 이후
라듐 걸스 사건 이후에 라듐의 위험성이 언론에 대대적으로 보도되면서 라듐 관련 제품들이 시장에서 퇴출되기 시작했고, 형광 도료의 주재료가 방사능이 훨씬 약하여 인체에 무해한 삼중수소로 대체되었다. 그리고 이 사건을 계기로 미국 내의 노동운동이 더욱 격렬해지면서, 기업 내의 노동 환경의 개선 문제가 수면 위로 떠오르게 된다.

## 같이 보기
- 직업병
- 인악
- 브레이커 보이
- 켄트 (담배)
- 노동권
- 방사능 오염